# Angelica Bengtsson
Pour les articles homonymes, voir Bengtsson.
Angelica Therese Bengtsson (née le 8 juillet 1993 à Väckelsång) est une athlète suédoise spécialiste du saut à la perche.

## Carrière
Elle remporte les Championnats du monde jeunesse en 2009 et confirme dès l'année suivante en devenant, à Moncton au Canada, championne du monde junior avec un saut à 4,25 m. Elle est désignée « étoile montante féminine » de l'année 2010 à l'occasion de la remise du Trophée IAAF de l'athlète de l'année.
En février 2011 à Satra, Angelica Bengtsson établit un nouveau record du monde junior en salle en franchissant 4,52 m lors des Championnats de Suède indoor, améliorant de quatre centimètres l'ancien record détenu par l'Allemande Silke Spiegelburg. Moins d'une semaine plus tard lors du meeting en salle XL Galan de Stockholm, Angelica Bengtsson améliore à trois reprises son propre record du monde en réalisant successivement 4,53 m, 4,58 m puis 4,63 m. Elle remporte les Championnats d'Europe juniors de Tallinn en franchissant une barre 4,57 m, améliorant à cette occasion de onze centimètres le record du monde junior en plein air de l'Allemande Silke Spiegelburg. 
Le 5 juillet 2012 à Sollentuna, Bengtsson bat à nouveau son record du monde junior en plein air en franchissant 4,58 m. Une semaine plus tard, elle remporte les championnats du monde juniors à Barcelone, conservant son titre acquis deux ans auparavant, avec une barre placée à 4,50 m et devançant ainsi sa dauphine, l'Australienne Liz Parnov, de vingt centimètres.
Fin 2012, elle est élue étoile montante de l'année 2012 par l'Association européenne d'athlétisme.
Le 31 janvier 2015, Angelica bat le record de Suède avec 4,68 m, lors du Vendée Perche Elite Tour au Vendéspace puis remporte la médaille de bronze des Championnats d'Europe en salle de Prague avec 4,70 m, nouveau record national.
Elle prend ensuite en juin 2015 la troisième place du concours des Championnats d'Europe par équipes avec 4,60 m, nouveau record national extérieur puis améliore celui-ci en 4,61 m le 8 août lors des Championnats de Suède. Elle améliore cette marque à 4,70 m lors de la finale des Championnats du monde de Pékin au premier essai. Elle échoue de peu à 4,80 m et termine au pied du podium, ex æquo avec les Américaines Jennifer Suhr et Sandi Morris. 
Début décembre, elle est contrainte d'annuler sa participation au meeting de perche d'Aulnay-sous-Bois à la suite d'une fissure à la main. Elle remporte ensuite le meeting d'Orléans avec 4,60 m puis franchit le 13 février une barre à 4,66 m. 
Angelica Bengtsson détenait également le record du monde cadet (4,47 m) avant que celui-ci soit égalé par sa compatriote Lisa Gunnarsson le 9 février puis battu le 17 février avec 4,49 m. Le 28 juin 2016, elle remporte le meeting de Sollentuna avec une barre franchie à 4,61m puis améliore cette marque à 4,65 m pour remporter la médaille de bronze des Championnats d'Europe d'Amsterdam derrière la Grecque Ekateríni Stefanídi (4,81 m) et l'Allemande Lisa Ryzih (4,70 m). 
Le 4 mars 2017, la Suédoise remporte sa 3e médaille de bronze européenne consécutive, cette fois lors de l'Euro en salle de Belgrade avec 4,55 m. 
Le 3 mars 2018, Bengtsson termine 11e des championnats du monde en salle de Birmingham avec un saut à 4,50 m, pour sa seule sortie de l'hiver. 
Aux championnats du monde 2019 à Doha, elle casse sa perche lors de son dernier essai à 4,80 m. Ré-autorisée à sauter comme le stipule le règlement, elle produit l'exploit de la soirée en effaçant cette barre, pour améliorer son propre record de Suède de 4 centimètres. Elle échoue ensuite à 4,85 m, et termine 6e de la compétition. 
En 2020, lors d'une saison tronquée par la pandémie de coronavirus, elle franchit 4,74 m en salle et 4,73 m en plein air, remporte le meeting de Lausanne et les championnats de Suède. 
En 2021, elle réussit 4,66 m à Florence et atteint sa première finale olympique, lors des Jeux olympiques de Tokyo, à laquelle elle finit 13e avec 4,50 m. 
Le 1er novembre 2021, à 28 ans, elle annonce mettre un terme à sa carrière sportive.

## Palmarès
| Date | Compétition                       | Lieu             | Résultat | Marque |
| ---- | --------------------------------- | ---------------- | -------- | ------ |
| 2009 | Championnats du monde cadets      | Bressanone       | 1re      | 4,32 m |
| 2010 | Championnats du monde juniors     | Moncton          | 1re      | 4,25 m |
| 2011 | Championnats d'Europe juniors     | Tallinn          | 1re      | 4,57 m |
| 2012 | Championnat d'Europe              | Helsinki         | 10e      | 4,30 m |
| 2012 | Championnats du monde juniors     | Barcelone        | 1re      | 4,50 m |
| 2013 | Championnats d'Europe espoirs     | Tampere          | 3e       | 4,55 m |
| 2013 | Finnkampen Suède - Finlande       | Stockholm        | 1re      | 4,46 m |
| 2014 | Championnats d'Europe             | Zurich           | 5e       | 4,45 m |
| 2015 | Championnats d'Europe en salle    | Prague           | 3e       | 4,70 m |
| 2015 | Championnats d'Europe par équipes | Tcheboksary      | 3e       | 4,60 m |
| 2015 | Championnats d'Europe espoirs     | Tallinn          | 1re      | 4,55 m |
| 2015 | Championnats du monde             | Pékin            | 4e       | 4,70 m |
| 2016 | Championnats d'Europe             | Amsterdam        | 3e       | 4,65 m |
| 2017 | Championnats d'Europe en salle    | Belgrade         | 3e       | 4,55 m |
| 2017 | Championnats du monde             | Londres          | 10e      | 4,55 m |
| 2018 | Championnats du monde en salle    | Birmingham       | 11e      | 4,50 m |
| 2018 | Championnats d'Europe             | Berlin           | 6e       | 4,65 m |
| 2018 | Ligue de diamant                  | Ligue de diamant | finale   | NM     |
| 2019 | Championnats d'Europe par équipes | Bydgoszcz        | 3e       | 4,46 m |
| 2019 | Ligue de diamant                  | Ligue de diamant | 11e      | 4,63 m |
| 2019 | Championnats du monde             | Doha             | 6e       | 4,80 m |

## Records
| Épreuve          | Épreuve   | Marque      | Lieu             | Date              |
| ---------------- | --------- | ----------- | ---------------- | ----------------- |
| Saut à la perche | Plein air | 4,80 m      | Doha             | 29 septembre 2019 |
| Saut à la perche | En salle  | 4,81 m (NR) | Clermont-Ferrand | 24 février 2019   |